# Ritmi di New York
Ritmi di New York è un cortometraggio documentario del 1957 diretto da Vittorio Sala.

## Trama
La pellicola è una carrellata di immagini di presentazione dei vari scorci di New York, dal caotico pulsare delle arterie del centro della città fino alla 'Piccola Italia', il quartiere di Brooklyn, la cattedrale di Saint Patrick tra i grattacieli, immagini notturne di Broadway ed altre scene di vita quotidiana.